# Bermuda ai XXII Giochi olimpici invernali
Bermuda ha partecipato ai XXII Giochi olimpici invernali, che si sono svolti dal 7 al 23 febbraio a Soči in Russia, con una delegazione composta da un solo atleta.

## Sci di fondo
| Gara           | Atleta        | Tempo   | Distacco | Posizione |
| -------------- | ------------- | ------- | -------- | --------- |
| 15 km maschile | Tucker Murphy | 49'19"9 | +10'50"2 | 84        |